# Удзуки (1925)
«Удзуки» (яп. 睦月 Месяц унохана (поэтическое название четвертого месяца лунного календаря) — японский эсминец типа «Муцуки». Четвёртый корабль в серии из 12 кораблей. Принимал активное участие в войне против Китая и боях на Тихом океане. Потоплен американскими торпедными катерами во время боёв за Филиппины 12 декабря 1944 года.

## Проектирование и строительство
Заказан в соответствии с «Новой кораблестроительной программой по замещению кораблей по условиям Вашингтонского договора 1923 г.». Корабли этого типа являлись развитием эсминцев типа «Камикадзе». На эсминцах типа «Муцуки» были установлены более мощные торпедные аппараты (строенные) Для повышения остойчивости корабля были увеличены размеры корпуса и водоизмещение.
Построенные на основе опыта Первой мировой войны, эсминцы предназначались для атаки линейных сил противника и защиты своих тяжелых артиллерийских кораблей от атак эсминцев, постановки активных минных заграждений и траления мин. Однако уже к концу 1930-х годов корабли значительно уступали по основным параметрами новым эсминцам как японским, так и будущих противников. Удзуки строился на верфи Исикавадзима в Токин в 1924-26 гг. Вошёл в строй под названием «№ 25» 1 августа 1928 он получил своё основное название.

## Вооружение
Артиллерийское вооружение включало четыре одноорудийные щитовые установки 120-мм орудий тип 3 (длина 45 калибров, дальность — 5500 м, запас 180 снарядов на орудие, скорострельность — 9 выстрелов в минуту). Одно орудие было размещено на полубаке, второе между двух труб в центральной части корабля, ещё два — в коровой части спереди и сзади грот-мачты. Корабли практически не имели зенитного вооружения, которое было ограничено двумя 7,7-мм пулемётами тип 92. Возросшая роль авиации потребовала усиления зенитного вооружения, которое было проведено в ходе модернизации корабля в феврале 1938 года. Были установлены две одинарных 25-мм зенитных пушки тип 96 (длина — 60 калибров, скорострельность до 110 выстрелов в минуту, эффективная высота стрельбы до 1500 м, дальность до 3000 м, запас снарядов — 2000 на орудие). 7,7-мм пулемёты были заменены на 13,2-мм тип 93.
В сентябре 1943 года было проведено очередное перевооружение корабля. Было демонтировано одно 120-мм орудие, число 25-мм зенитных пушек возросло до 10, а 13-мм пулемётов до четырёх единиц. через год было демонтировано ещё одно 120-мм орудие и 13-мм пулемёты и добавлено два 25-мм орудия.
Торпедное вооружение было усилено благодаря тому, что на эсминцах этого типа были впервые установлены новые трехтрубные 610-мм торпедные аппараты тип 12, что позволило уменьшить их число. Первый аппарат был традиционно для японских эсминцев размещён перед носовой надстройкой. Однако на последующих типах от такого размещения конструкторы отказались. Второй аппарат был расположен в кормовой части между дымовой трубой и грот-мачтой. При вступлении в строй корабль не имел никакого противолодочного вооружения. В 1932 году этот пробел был исправлен и корабль получил два бомбомета тип 88 и два бомбосбрасывателя тип 3 с запасом из 36 глубинных бомб. Во время модернизации 1938 года на эсминце были заменены бомбомёты (установлены новые бомбомёты тип 94) и размещены сонар тип 93 и гидрофон тип 92. В марте 1944 года был демонтирован один трёхтрубный торпедный аппарат, а в сентябре 1944 эсминец получил РЛС обнаружения воздушных целей и управления огнем тип 13 и РЛС обнаружения надводных целей тип 22 мод. 4.

## История службы

### Довоенная служба
После вступления в строй корабль включили в состав 30-го дивизиона эскадренных миноносцев Второй Флотилии Второго Флота. В октябре 1927 года участвовал в маневрах Соединенного Флота в районе между островами Рюкю и Бонин (входил в состав соединения «синих»). С декабря 1927 года по сентябрь 1931 года Удзуки числился в резерве и находился в Сасебо на верфи флота. В сентябре-декабре 1931 года на корабле был произведён текущий ремонт корпуса и механизмов. В декабре 1931 года 30-й дивизион включили в состав Первой Флотилии Первого Флота. С 26 января по 22 марта 1932 года корабль участвовал в Первом Шанхайском сражении в составе Третьего флота под командованием вице-адмирала Китисабуро Номура. Удзуки действовал в районе устья реки Янцзы, оказывая огневую поддержку армейским частям, которые вели бои за Шанхай.
22 марта 1932 г. эсминец возвратился в Сасебо, где до сентября 1932 г. провели текущий ремонт, установили противолодочное вооружение. В конце сентября 1932 года эсминец вернулся в состав действующего флота и до июля 1933 года занимался боевой подготовкой в районе к югу от острова Формоза. 21-25 августа 1933 года Удзуки принял участие в морском параде у Иокогамы. С декабря 1934 года по январь 1936 года корабль числился в резерве в Сасебо на базе флота. Начавшаяся война с Китаем потребовала усиления флота и эсминец было вновь вернуть в строй
С 13 по 22 апреля 1936 года Муцуки патрулировал у Циндао, а в августе 1936 года предпринял длительный учебный поход в Амой с отработкой приема топлива с танкера на ходу. С января 1937 года по февраль 1938 года на верфи флота в Йокосуке был проведён очередной ремонт и модернизация: были усилены корпусные конструкции, установлено зенитное вооружение, оборудование для обнаружения подводных лодок, новые бомбомёты. После ремонта Удзуки вошел в состав 29-го дивизиона Пятой Флотилии Третьего (Китайского) Флота. В марте 1938 — ноябре 1940 г эсминец базировался на Мако и участвовал в блокаде побережья Китая. В январе 1941 г. корабль возвратился в Метрополию, а в ноябре 1941 г. перебазировался на атолл Трук..

### Начальный период войны на Тихом океане
К началу войны эсминец под командованием капитана 3-го ранка Масао Нисимура в составе 23 дивизиона был включен в состав соединения контр-адмирала Гото. В декабре 1941 г. в составе соединения тяжелых крейсеров (тяжелые крейсеры «Како», «Фурутака», «Аоба», «Кинугаса», однотипные эсминцы «Юдзуки» и «Кикудзуки») принимал участие в захвате острова Гуам и Уэйк. В январе-феврале 1942 г. в составе соединения Марумо обеспечивал оккупацию Кавиенга и Суруми (на побережье Новой Ирландии), после чего вернулся на базу в Трук. В середине апреля 1942 г. Удзукивключили в состав Соединения Вторжения в Порт-Морсби контр-адмирала Кадзиока. После боя в Коралловом море, соединение контр-адмирала Кадзиока отошло в Рабаул.В мае-июне участвовал в эскортных операциях

### Кампания у Соломоновых островов
25 мая 1942 года 23 дивизион эсминцев был расформирован и 'Удзуки' был включён в состав 30 дивизиона. Новым капитаном был назначен Хитоси Такиючи. С конца июня 1942 года Удзуки активно используется в сопровождении транспортов в районе Соломоновых островов. В начале июля совместно с лёгким крейсером «Юбари» отконвоировал к острову Гуадалканал три транспорта со строительными частями. 14 июля 1942 года 29 дивизион эсминцев передали в распоряжение командующего Шестой Флотилии Восьмого Флота. 20-22 июля 1942 года эсминец вместе с крейсерами «Тенрю», «Тацута», минным заградителем «Цугару», эсминцами «Асанаги» и «Юдзуки» эскортировал три транспорта с частями Отряда Южных морей, которые успешно высадились в Буна. На обратном переходе во время налета американской базовой авиации Удзуки получил незначительные повреждения корпуса и надстроек из-за близких разрывов бомб, погибло 16 членов экипажа. С 25 июля по 9 августа 1942 года трижды сопровождал конвои в Буна. 11 августа 1942 года принимал участие в спасении моряков с потопленного тяжёлого крейсера "Како".
В августе 1942 года, в Труке был включен в состав Транспортного Соединения контр-адмирала Танака. 23-27 августа 1942 года принимал участие в попытке провести три транспорта с армейскими частями к Гуадалканалу в ходе сражения у Восточных Соломоновых островов. Во время операции по спасению сбитых лётчиков с авианосца "Рюхо", получил небольшие повреждения от близких разрывов бомб, сброшенных бомбардировщиком B-17. В сентябре-октябре 1942 года на корабле был проведён текущий ремонт корпуса и механизмов. После ремонта Удзуки до мая 1943 г. обеспечивал воинские перевозки либо эскортировал тяжелые корабли между островами Метрополии, атоллом Трук и архипелагом Бисмарка. 25 декабря эсминец был повреждён в результате столкновения с транспортным кораблём "Нанкай-мару" и был обуксирован в Рабаул, где повторно повреждён 5 января 1942 года во время воздушного налёта после чего отбуксирован в Трук. 21-25 апреля 1943 года сопровождал поврежденный тяжелый крейсер «Аоба» во время перехода из Кавиенга на атолл Трук. В мае 1943 года прибыл в Йокосуку, где на верфи флота с конца мая по август 1943 года был проведён текущий ремонт корпуса и механизмов и замена вооружения.
После завершения ремонта эсминец сопровождал конвои между Метрополией и архипелагом Бисмарка. Принял участие в операциях заключительного этапа боёв в районе Соломоновых островов: в ночь с 23 на 24 октября занимался спасением экипажа эсминца "Мотидзуки". 14-16 ноября сопровождал конвой из Рабаула на остров Шортленд. 24-25.11.1943 г. в составе Транспортного Соединения капитана 1-го ранга Кагава,  эсминец доставил подкрепление на остров Бука и вывез около 100 человек из состава летного персонала гарнизона острова Бугенвиль. Во время операции корабль принял участие в бою у мыса Сент-Джордж с соединением капитана 1-го ранга Берка, счастливо избежав гибели. Бой стал завершение боёв в районе Соломоновых островов и эсминец перешёл сначала на базу в Трук, а затем сопровождая соединение крупных кораблей (тяжелым крейсер "Майя", авианосцы "Дзуйхо" и "Унье") перешел в Йокосуку.
В январе-марте 1944 года на верфи флота в Йокосуке был проведен текущий ремонт корпуса и механизмов, демонтировали кормовой 610-мм торпедный аппарат, ещё одно 120-мм орудие №2 пулеметы. После завершения ремонта Удзуки включили в состав Первого Соединения эскортных кораблей, где он обеспечивал перевозок между Голландской Ост-Индией и Метрополией. В начале июня 1944 года корабль передали в распоряжение командующего Первым Мобильным Флотом и назначен флагманским кораблём Второго Соединение снабжения. 19-21 июня 1944 года эсминец принимал участие в сражении у Марианских островов. Во время боя он принял на борт экипаж тяжело поврежденного танкера "Тэнье-Мару" и добил его торпедами.
В конце июня 1944 года корабль пришел в Йокосуку, где на верфи флота установили радиолокаторы (РЛС тип 22 мод. 4 и тип 13). В середине июля 1944 г. Удзуки обеспечивал перевозки между побережьем Китая и Филиппинами. 11 декабря 1944 года к северо-востоку от острова Себу, во время эскорта конвоя из самоходных барж с армейскими частями, корабль вместе с эсминцем Юдзуки вступил в бой с американским эсминцем "Кохлан". Во время перестрелки японский конвой атаковали торпедные катера противника РТ-492 и РТ-490. Одна из выпущенных ими торпед попала в Удзуки. Эсминец разломился на две части и затонул в 50 милях к северо-востоку от острова Себу (11°03′ с. ш. 124°23′ в. д.). 170 членов экипажа, включая капитана Ватанабе погибли, 59 удалось спастись. 10 января 1945 года корабль был исключён из списков военно-морского флота.